# Емблема Китайської Народної Республіки
Державна емблема Китайської Народної Республіки — один з офіційних символів КНР, прийнятий 20 вересня 1950. Складається з зображення Воріт Небесного Спокою (входу в Заборонене Місто з площі Тяньаньмень в Пекіні) у червоному колі.

## Опис
Над зображенням Воріт розміщуються п'ять зірок, як на державному прапорі КНР. Круг обрамляють колоски пшениці, що відзеркалює філософію аграрної революції маоїстів. По центру нижньої частини обрамлення розміщене колесо-зубачка, що символізує промислових робітників. В центрі емблеми зображена площа в Пекіні, на якій височіють ворота Тяньаньмень, що перекладається як «Ворота Небесного спокою». Ці ворота символізують давні традиції китайської нації.

## Особливі адміністративні райони

Гонконг
Макао